# ليندساي (كاليفورنيا)
ليندساي (بالإنجليزية: Lindsay )‏ هي إحدى مدن مقاطعة تولير. تم إعطاءها لقب مدينة في 28 فبراير، 1910.

## أعلام
- بيل بيرد